# Typhlocyba aureotecta
Typhlocyba aureotecta är en insektsart som först beskrevs av Sanders och Delong 1917.  Typhlocyba aureotecta ingår i släktet Typhlocyba och familjen dvärgstritar.
Artens utbredningsområde är Ohio. Inga underarter finns listade i Catalogue of Life.